# 슈테판 크레추마어
슈테판 크레추마어(독일어: Stefan Kretzschmar, 1973년 2월 17일~)는 독일의 핸드볼 선수, 지도자이다. 동독의 국가대표 핸드볼 선수였던 부모 밑에서 태어났으며, 독일 핸드볼 국가대표팀의 일원으로 활동했다. 그는 독일 국가대표 선수로서 2004년 하계 올림픽에서 은메달을 획득했다.